# À la croisée des parallèles
À la croisée des parallèles est un recueil de nouvelles de science-fiction de Christine Renard et Claude-François Cheinisse paru en 1981 dans la collection Présence du futur. L'une d'elles, La Nuit des albiens reçut le prix Rosny aîné en 1982 dans la catégorie Nouvelle.

## Contexte de parution
Après la mort de Christine Renard, son époux Claude Cheinisse fait paraître un certain nombre de ses textes inédits, dont dix nouvelles dans ce recueil. Il met en regard de chacune dix de ses propres nouvelles (dont certaines écrites pour l'occasion).  
Cette idée de textes croisés découle du goût de Christine Renard pour les univers parallèles, ou « en miroir », ainsi que de « l'extraordinaire coïncidence des thèmes traités par eux, déjà présente avant même qu'ils ne se fussent connus, et puis de plus en plus évidente au fur et à mesure de leur vie commune » pour reprendre les termes d'Elisabeth Gille. 
Parmi ces thèmes reviennent les récits de réalités truquées par des manipulations du temps  et surtout ceux imprégnés de l'horreur de la Shoah.

## Titres
- Ch. Renard : À la croisée des parallèles - C. Cheinisse  : Pas d'ici
- C. Cheinisse : Juliette - Ch. Renard : Mark
- Ch. Renard : Transistoires - C. Cheinisse  : Odeur du temps
- Ch. Renard : Pour une gerbe de roses - C. Cheinisse : Catharsis
- Ch. Renard : Les Narcisses poussent le soir - C. Cheinisse : La Fenêtre
- Ch. Renard : La Nuit des albiens - C. Cheinisse : Le Jardin d'Eden
- Ch. Renard : Le Fond de la bouteille - C. Cheinisse : Le Voyage contre l'espace
- Ch. Renard : L'Exilé - C. Cheinisse : L'Exilé
- Ch. Renard : Dansons la capucine  - C. Cheinisse : Les Engins
- Ch. Renard : La Longue marche - C. Cheinisse : Le Bruit et la fureur